# Meudt
Meudt település Németországban, Rajna-vidék-Pfalz tartományban. Lakosainak száma 1899 fő (2023. december 31.). Meudt Girod községgel határos.

## Népesség
A település népességének változása:
| Lakosok száma | 1603 | 1856 | 1890 | 1918 | 1914 | 1899 |
|               | 1975 | 2017 | 2019 | 2021 | 2022 | 2023 |